# بالاد (دشتياري)
بالاد (بالفارسية: بالاد) هي قرية تقع في قسم نغور الريفي (مقاطعة تشابهار) في إيران. يقدر عدد سكانها بـ 1,080 نسمة .